# Национални центар
Национални центар је опозициона политичка коалиција у Србији, званично формирана 28. новембра 2018. године, на иницијативу председника Нове Србије, Велимира Илића.
Коалиција је десно, конзервативно и проруски оријентисана, али не искључује евроинтеграције.

## Чланови
| Назив странке или покрета         | Лидер            | Број народних посланика | Чланство           |
| --------------------------------- | ---------------- | ----------------------- | ------------------ |
| Нова Србија                       | Велимир Илић     | 1 / 250                 | 28. новембар 2018– |
| Српска народна одбрана            | Мирко Јовић      | 0 / 250                 | 28. новембар 2018– |
| Народни раднички покрет           | Саша Рудић       | 0 / 250                 | 28. новембар 2018– |
| Београдски фронт                  | Немања Петровић  | 0 / 250                 | 28. новембар 2018– |
| Народни покрет Динара Дрина Дунав | Томислав Бокан   | 0 / 250                 | 28. новембар 2018– |
| Српско руска партија ВУКОВИ       | Милена Павловић  | 0 / 250                 | 28. новембар 2018– |
| Српски четници                    | Гојко Рабреновић | 0 / 250                 | 28. новембар 2018– |

## Историја
У току лета и јесени 2018. године, у Србији је формирано или наговештено више опозиционих коалиција, попут Грађанског блока 381, Савеза за Србију, те Коалиције за мир. У једном интервјуу датом у августу, Велимир Илић (који је нешто више од годину дана раније напустио владајућу коалицију) је наговестио да ће средином септембра представити "потпуно нову десницу на политичкој сцени", коју ће консултативно подржати он, владика црногорско-приморски Амфилохије Радовић, Матија Бећковић, те је изразио жељу да им се у том капацитету придружи и Војислав Коштуница. Међутим, све до новембра није било нових информација о том питању. 28. новембра, у сали СО "Стари град" је основан "Национални центар", али у знатно другачијем саставу од раније наговештеног: коалицији је приступила Српска народна одбрана Мирка Јовића (политичара, који је играо значајну улогу у време обнове вишепартизма у Југославији почетком 1990-их), те мање познати Народни раднички покрет Саше Рудића и Вилибалда Ерића, као и Београдски фронт Немање Петровића. По оснивању, Илић је у једном интервјуу истакао да је коалиција отворена за све који подржавају њихов програм.

## Политичке активности
У децембру 2018. године, Велимир Илић је испред Нове Србије и Националног центра подржао протесте против Александра Вучића.